# Saint-Malô-du-Bois
Saint-Malô-du-Bois är en kommun i departementet Vendée i regionen Pays de la Loire i västra Frankrike. Kommunen ligger i kantonen Mortagne-sur-Sèvre som tillhör arrondissementet La Roche-sur-Yon. År 2022 hade Saint-Malô-du-Bois 1 619 invånare.

## Befolkningsutveckling
Antalet invånare i kommunen Saint-Malô-du-Bois
| Referens: INSEE |